# Fenton (Louisiane)
Pour les articles homonymes, voir Fenton.
Fenton est un village de la paroisse de Jefferson Davis, dans l'État de Louisiane, aux États-Unis,. En 2020, il compte une population de 226 habitants.

## Démographie
Lors du recensement de 2010, le village comptait une population de 379 habitants, tandis qu'en 2020, elle s'élève à 226 habitants.